# 손흥종
손흥종(孫興宗)은 고려 말 조선 초의 무신이다. 군호는 이천군(伊川君)이다. 1392년 음력 7월 17일, 조선 개국에 참여하여 개국공신 3등에 녹훈되었다. 거제도에서 왕씨들을 바다에 빠뜨릴 때 참가하였다. 1409년 동생 손효종(孫孝宗)의 반역죄에 연루되어 황해도 신은(新恩)에 부처되었는데, 이 때 이숭인(李崇仁)과 이종학(李種學)을 죽인 혐의로 폐서인되고, 가산이 적몰되고 녹권을 추탈당했다.